# タナカマシーナリー
タナカマシーナリー株式会社は、岡山県総社市にある鉄道車両・航空機などの部材や部品を加工製造するメーカー。旧社名は田中鉄工所。
1956年創業。1987年に本社を総社市に移転して会社を組織した。
部品加工を手がけるが、どの部品も売上比率は1割以下であり、「本業」がないことが特徴。1989年にはユーロスターの車両の台車加工に短納期で対応したことから、新幹線やニューヨーク市地下鉄、台湾高速鉄道などの台車加工を手がけるようになり、国内鉄道車両4社にまで取引先を広げた。1999年末には、国立天文台が野辺山高原に設置したパラボラアンテナにおいて、5マイクロメートルの凹凸しか許容されない鏡面加工の第1段階を担当、この実績は後に国立天文台がチリでアルマ望遠鏡を設置する際にも生かされた。2004年10月に航空部品の共同受注を狙って発足した企業連合「ウィングウィン岡山」にも参加、この年には航空機の組み付け治具を一か月で納入した。この治具は享栄エンジニアリングとの共同作業で、連合が目指した共同受注を早くも実現した。この活動により、風力発電装置の部品加工を受注するなど、認知を上げている。
特定業種に依存しすぎない方針により、毎年億円単位の設備投資を行っている。取引先がニューヨーク市地下鉄の車両を大量受注したことが伝わると、2005年には倉敷で新工場を稼働させ、さらに鉄道車両向けにMC3台を新規導入した。2012年にはインドネシアのカラワン工業団地に工場を新設した。取引先の海外進出に対応するためのもので、インドネシアの要員は岡山の工場で研修を受け、技術を習得する体制を組んだ。汎用品を海外に移す一方で、国内は付加価値の高い部品加工に特化する前提で、国内での生産設備状況も進めた。2014年には岡山市北区下足守に岡山工場を稼働させた。
2018年に社名をタナカマシーナリーに変更した。

## 事業所
- 本社・総社工場 - 岡山県総社市下林700-11
- 倉敷工場 - 岡山県倉敷市栗坂467-17
- 岡山工場 - 岡山県岡山市北区下足守13-1

## 提供番組
- めざましテレビ（岡山ローカル、OHK岡山放送）